# Ponkotsu Ponko
Ponkotsu Ponko (ぽんこつポン子 lit. Ponko inútil?) es una serie de manga escrita e ilustrada por Keita Yatera. Fue serializada desde el 25 de marzo de 2019 hasta el 24 de mayo de 2021 en la revista Big Comic Spirits de la editorial Shōgakukan, siendo compilada en 10 volúmenes tankōbon.

## Sinopsis
En un futuro cercano en una tranquila ciudad costera. Yoshioka, quien recientemente perdió a su esposa, solo quiere pasar el resto de sus días en paz. Sin embargo, sus hijos, preocupados por su salud, envían a un robot de limpieza fuera de modelo llamado Ponko para ayudarlo. Inusual para la época, ya que los robots humanos se consideran obsoletos, Ponko hace todo lo posible para servir a Yoshioka, pero su «mejor esfuerzo» no es tan bueno. La vida tranquila de Yoshioka ahora está cambiando, ya que esta ansiosa pero tonta chica robot logra mantener sus manos llenas de problemas.

## Personajes
Ponko (ポン子 Ponko?)
Yoshioka (吉岡 Yoshioka?)
Yuna (ゆうな Yuna?)
Coral (さんご San go?)
Maestro (マスター Masutā?)
Akane (茜 Akane?)

## Manga
Ponkotsu Ponko es escrito e ilustrado por Keita Yatera. Fue serializada desde el 25 de marzo de 2019 hasta el 24 de mayo de 2021 en Big Comic Spirits de la editorial Shōgakukan, y fueron publicados 10 volúmenes tankōbon de esta serie.
| Volúmenes de manga publicados | Volúmenes de manga publicados | Volúmenes de manga publicados |
| Número                        | Fecha de publicación          | ISBN                          |
| ----------------------------- | ----------------------------- | ----------------------------- |
| 1                             | 30 de agosto de 2019          | ISBN 9784098603565            |
| 2                             | 30 de septiembre de 2019      | ISBN 9784098604036            |
| 3                             | 29 de noviembre de 2019       | ISBN 9784098604852            |
| 4                             | 12 de marzo de 2020           | ISBN 9784098605460            |
| 5                             | 29 de mayo de 2020            | ISBN 9784098606153            |
| 6                             | 30 de julio de 2020           | ISBN 9784098606771            |
| 7                             | 30 de octubre de 2020         | ISBN 9784098607099            |
| 8                             | 25 de diciembre de 2020       | ISBN 9784098607846            |
| 9                             | 30 de marzo de 2021           | ISBN 9784098608683            |
| 10                            | 28 de mayo de 2021            | ISBN 9784098610433            |

## Recepción
En 2020, el manga fue uno de los 50 nominados en los 6° Next Manga Awards.